# Lưu Cầu, Bình Đông

Vị trí trên bản đồ huyện Bình Đông

Hương Lưu Cầu (tiếng Trung: 琉球鄉; bính âm: Liúqiú Xiāng) là một hương (xã) thuộc huyện Bình Đông, tỉnh Đài Loan, Trung Hoa Dân Quốc. Hương nằm trên một hòn đảo cùng tên ngoài khơi và là một phần của khu phong cảnh quốc gia vịnh Đại Bằng. Tổng diện tích của Lưu Cầu là 6,8018 km², dân số vào tháng 8 năm 2011 là 12.171 người thuộc 4.000 hộ gia đình, mật độ cư trú đạt 1789,4 người/km².

## Hành chính
Hương được phân thành 8 thôn (村), gồm Trung Phúc (中福), Ngư Phúc (漁福), Bản Phúc (本福), Sam Phúc (杉福), Thượng Phúc (上福), Đại Phúc (大福), Thiên Phúc (天福) và Nam Phúc (南福). Trụ sở hương đặt tại thôn Trung Phúc.
| Đơn vị hành chính thuộc hương Lưu Cầu                                          |
| Trung Phúc Ngư Phúc Bản Phúc Sam Phúc Thượng Phúc Đại Phúc Thiên Phúc Nam Phúc |